# Chất chỉ thị ferroxyl
Chất chỉ thị ferroxyl hay thuốc thử ferroxyl là dung dịch của natri chloride, kali ferricyanua và phenolphthalein. Dung dịch này được sử dụng để phát hiện quá trình oxy hóa khử kim loại, cụ thể là phát hiện gỉ trong các trường hợp ăn mòn khác nhau vì nó chuyển sang màu xanh lam khi có mặt ion Fe2+ và chuyển sang màu hồng khi có mặt ion hydroxide.

## Điều chế
Chất chỉ thị ferroxyl có thể được điều chế bằng cách hòa tan 10 g natri chloride NaCl và 1 g kali ferricyanua K3Fe(CN)6 trong nước cất, thêm 10 cm³ dung dịch phenolphthalein 0,1% sau đó thêm nước cất tạo thành vừa đủ 500 cm³.

## Thí nghiệm

### Chuẩn bị
Trong điều kiện phòng thí nghiệm, chất chỉ thị ferroxyl được dùng để phát hiện quá trình oxy hóa – khử kim loại như sau:
– Chuẩn bị một đinh sắt sạch, có tiếp xúc với một kim loại hoạt động yếu hơn (ví dụ như đồng cuộn quanh) và nhỏ chất chỉ thị ferroxyl thấm ướt cả hai kim loại (đối với thí nghiệm ăn mòn điện hóa).
– Chuẩn bị một đinh sắt sạch, nhỏ chất chỉ thị ferroxyl thấm ướt cả đinh sắt và để trong không khí ẩm (đối với thí nghiệm ăn mòn hóa học).

### Phương trình phản ứng

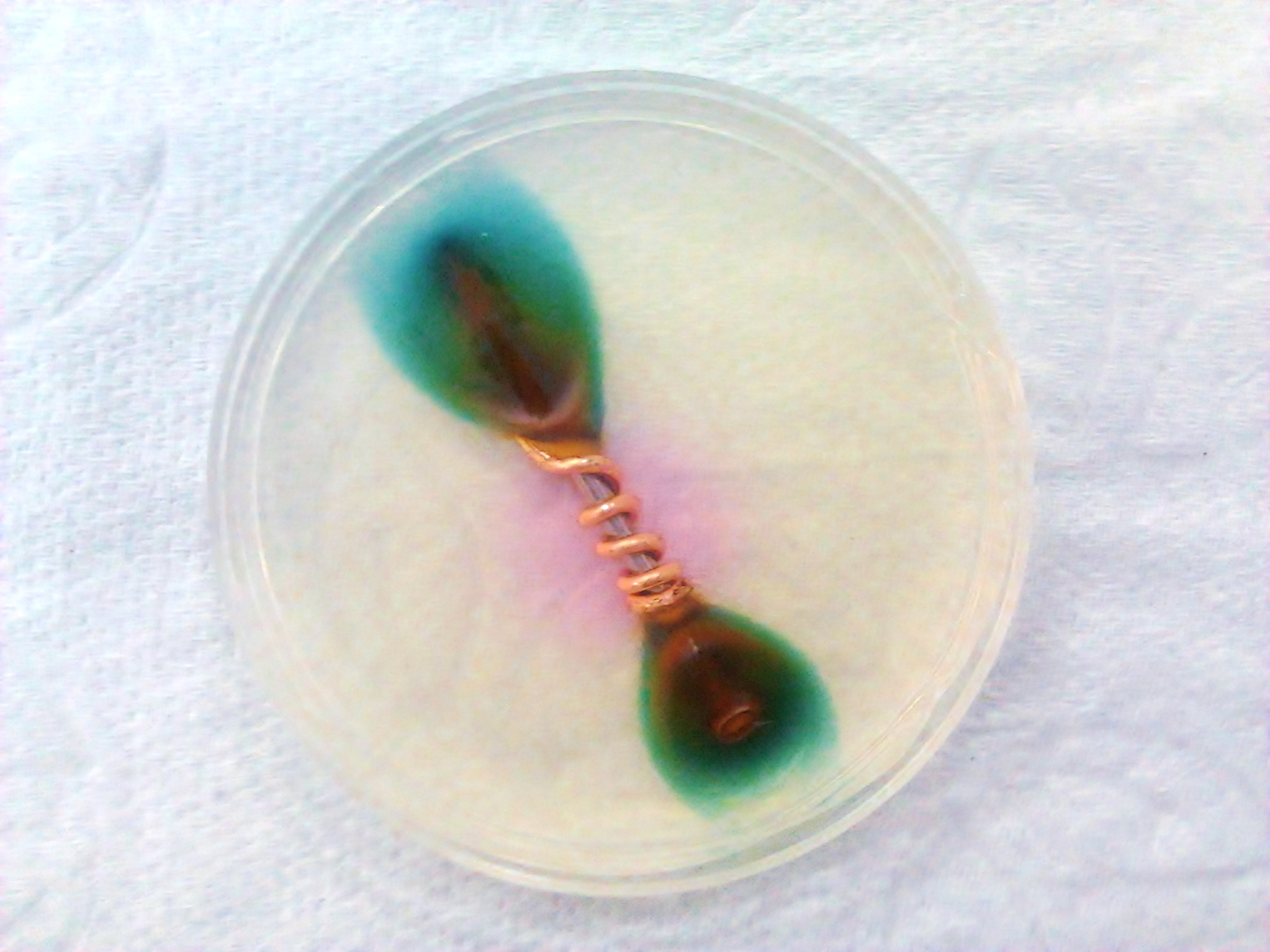
Đinh sắt bị ăn mòn điện hóa với đồng cuộn quanh trong môi trường thạch có chất chỉ thị ferroxyl

Sắt kim loại Fe0 có tính khử, dễ phản ứng với các chất có tính oxy hóa như O2, H2O (ăn mòn hóa học) hoặc trở thành cực âm trong dung dịch điện ly (ăn mòn điện hóa). Cụ thể, trong quá trình ăn mòn điện hóa (hình minh họa), sắt kim loại bị oxy hóa thành ion Fe2+:
Fe0
  →  Fe2+ + 2e−

Các ion Fe2+ mới tạo thành phản ứng với kali ferricyanua, cụ thể là với ion ferricyanua [Fe(CN)
6]3− có mặt trong thuốc thử ferroxyl, dẫn đến sự hình thành FeK[Fe(CN)
6] màu xanh, chứng minh sự có mặt của ion Fe2+ trong dung dịch:
Fe2+ + K+
 + [Fe(CN)
6]3−  →  FeK[Fe(CN)
6]
Phức chất FeK[Fe(CN)
6] còn gọi là màu xanh Phổ.
Đồng thời, dây đồng đóng vai trò là cathode xảy ra phản ứng tạo ion hydroxide, sự xuất hiện của ion này làm phenolphtalein chuyển sang màu hồng:
2H
2O + O
2 + 4e−
  →  4OH−

Do sự hình thành của các ion hydroxide ở dây đồng nên vùng này xuất hiện màu hồng, trong khi hai đầu đinh sắt (đóng vai trò anode) có màu xanh lam, xuất phát từ quá trình tạo thành Fe2+.
Một thời gian sau, vết màu xanh lam ở hai đầu đinh sắt biến mất và kết tủa màu xanh lá cây được hình thành ở vị trí đó do FeK[Fe(CN)
6] không ổn định trong môi trường kiềm:
FeK[Fe(CN)
6] + 2OH−
  →  [Fe(CN)
6]3− + Fe(OH)
2↓ + K+

Cuối cùng sắt(II) hydroxide phản ứng với oxy trong khí quyển tạo thành sắt(III) oxide ngậm nước màu nâu đỏː
4Fe(OH)
2 + O
2  →  2Fe
2O
3·H2O + 2H
2O